# جوهانس أوكورو
جوهانس أوكورو (و. 1949  م) هو معالج نفسي، وعالم نفس، وكاهن كاثوليكي من نيجيريا، والنمسا، ولد في كانو.

## مناصب
تولى منصب bishop of the Old Catholic Church ‏
.